# Konstantín Gorbàtov

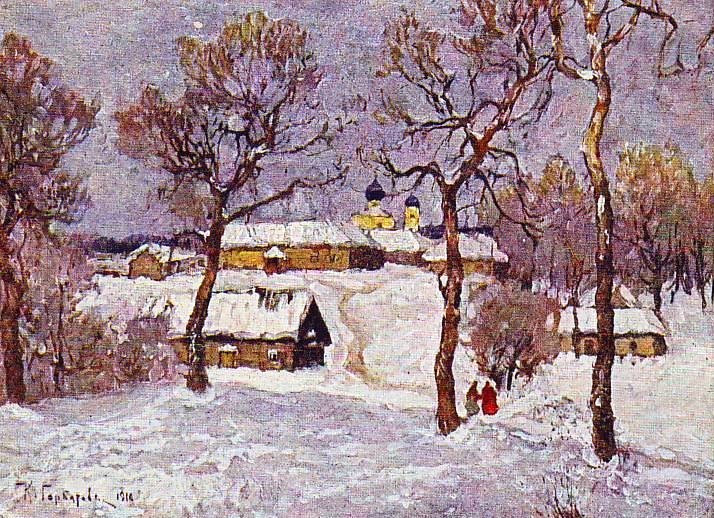
Hivern (1914)

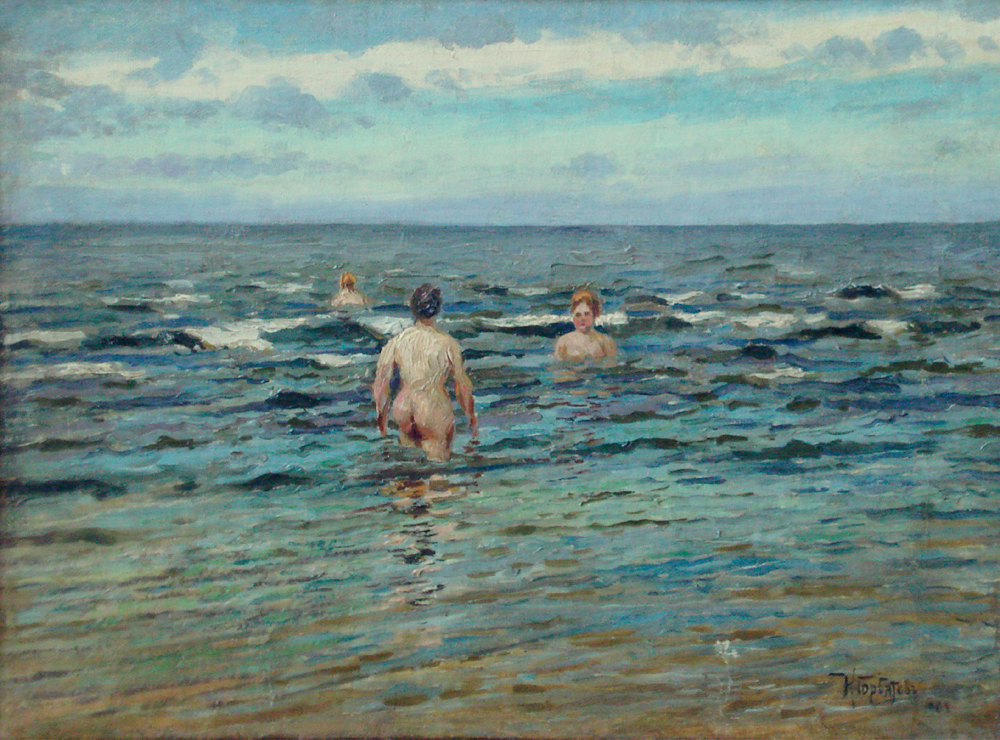
Dones nedant (1902)

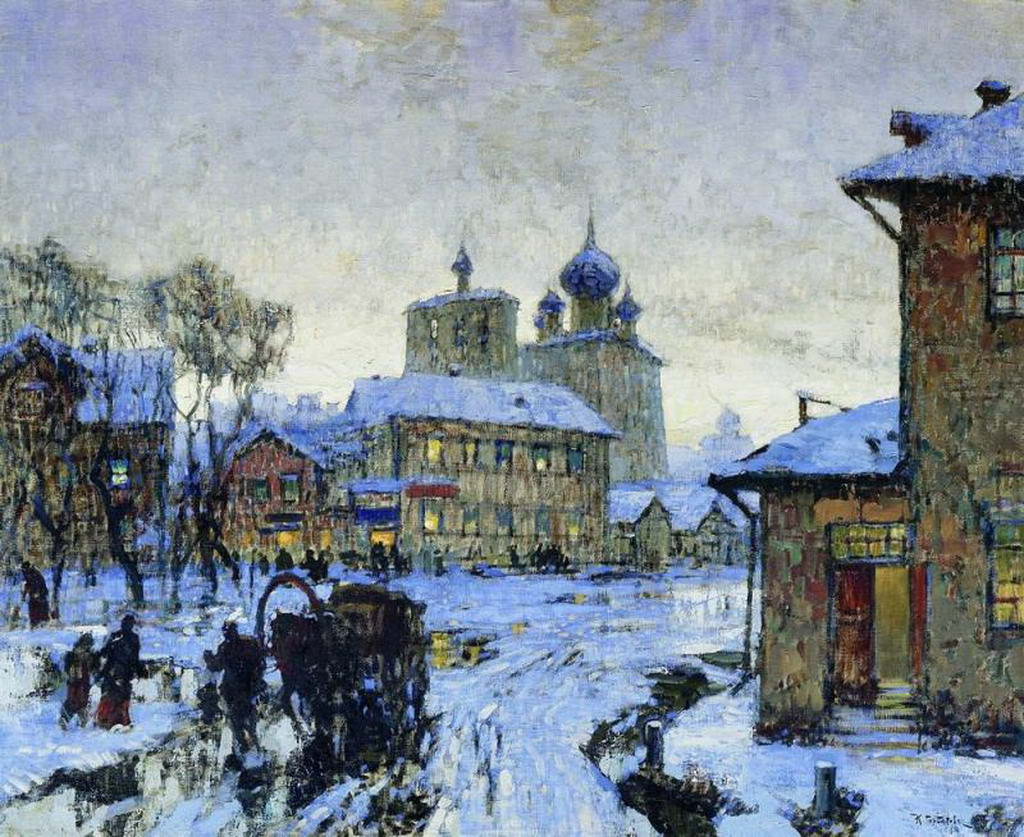
Nit d'hivern (1910)

Konstantín Ivànovitx Gorbàtov, rus: Константи́н Ива́нович Горба́тов, (Stàvropol -óblast de Samara, Rússia-, 17 de maig del 1876 - Berlín, 24 de maig del 1945) fou un dels més importants pintors postimpressionistes russos de la primera meitat del segle XX i, possiblement també, el millor paisatgista de tots ells.

## Biografia
Des del 1896 fins al 1903 va viure a Riga, on va estudiar enginyeria civil abans de decidir dedicar-se a la pintura. El 1904 es va traslladar a Sant Petersburg i, posteriorment, va entrar al departament d'arquitectura de l'Acadèmia Imperial de les Arts abans de passar a la pintura (disciplina en la qual va tindre com a mestre Nikolay Nikanorovich Dubovskoy). Li va ésser concedida una beca per a continuar els seus estudis d'art a Roma i Capri, i, al seu retorn a Sant Petersburg, va començar a participar en les Exposicions Peredvíjniki. El 1922, després de la Revolució russa de 1917, va abandonar Rússia definitivament i es va instal·lar a l'illa de Capri (Itàlia), on va pintar, els que són potser, els seus paisatges més acolorits i bonics. El 1926 va canviar la seua residència a Berlín, on va viure la resta de la seua vida.
A la capital alemanya esdevingué membre del cercle artístic que van formar els emigrats russos, entre els quals es trobaven Leonid Pasternak, Vadim Falileyev i Ivan Myasoyedov. Gorbatov es va convertir aviat en un artista reconegut, viatjant per tot Europa durant la dècada del 1930, a més de visitar també Palestina, Síria i, de forma regular per temporades, Itàlia.
Amb l'arribada del nazisme, el seu art va ésser rebutjat i ràpidament es va empobrir. A causa del seu origen rus, se li va prohibir sortir d'Alemanya durant el decurs de la Segona Guerra Mundial i va morir el 24 de maig del 1945, poc després de la victòria aliada sobre Alemanya. La seua muller es va suïcidar dos mesos després. Abans de la seua mort, havia disposat llegar les seues obres a l'Acadèmia de Belles Arts de Leningrad, tot i que, al final, foren lliurades al Museu Regional de la Història i les Arts de Moscou, i exposades al Monestir de Nova Jerusalem des de llavors.

## Estil artístic
Fou eminentment un paisatgista (la major part de les seues pintures evoquen escenes de la seua Rússia natal), encara que molts dels seus paisatges inclouen figures. De gran bellesa són les seues marines italianes, gairebé totes de Capri i els seus voltants (tot i que hi ha obres seues amb vistes dels nombrosos països als quals va viatjar). Tota la seua obra està impregnada d'una gran força i de colors vibrants.

## Galeria

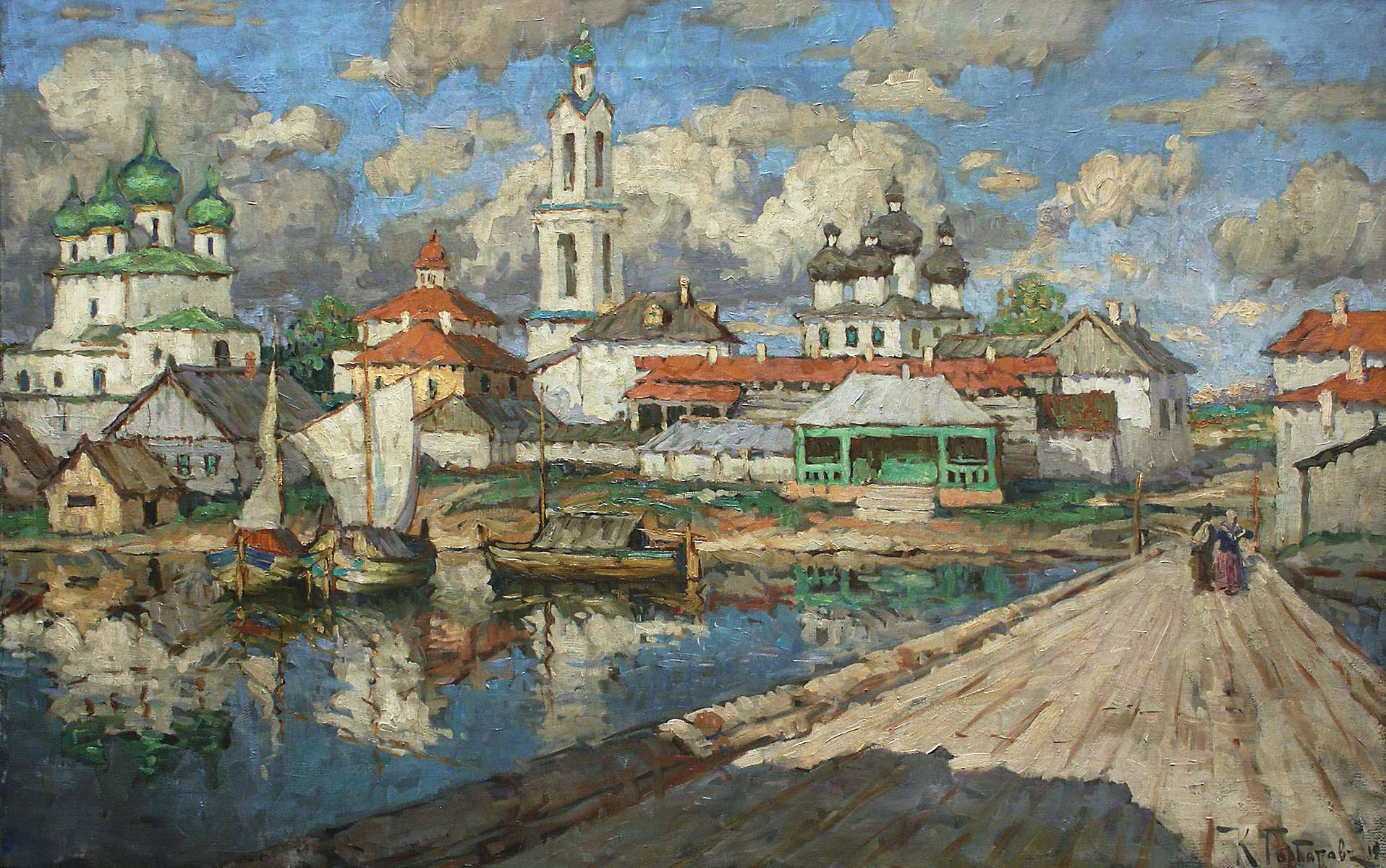
Vista d'una ciutat antiga
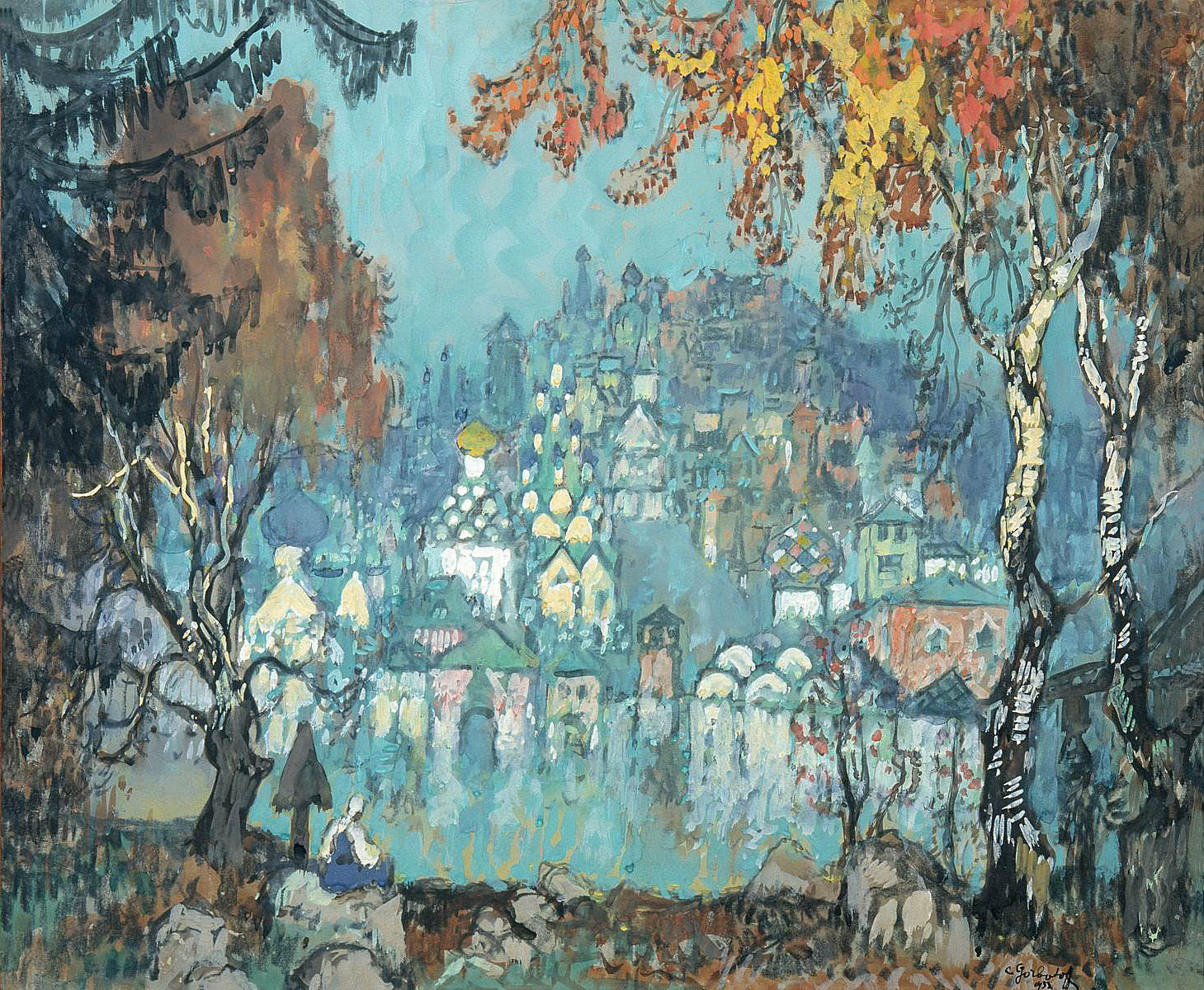
La ciutat ofegada (1933)
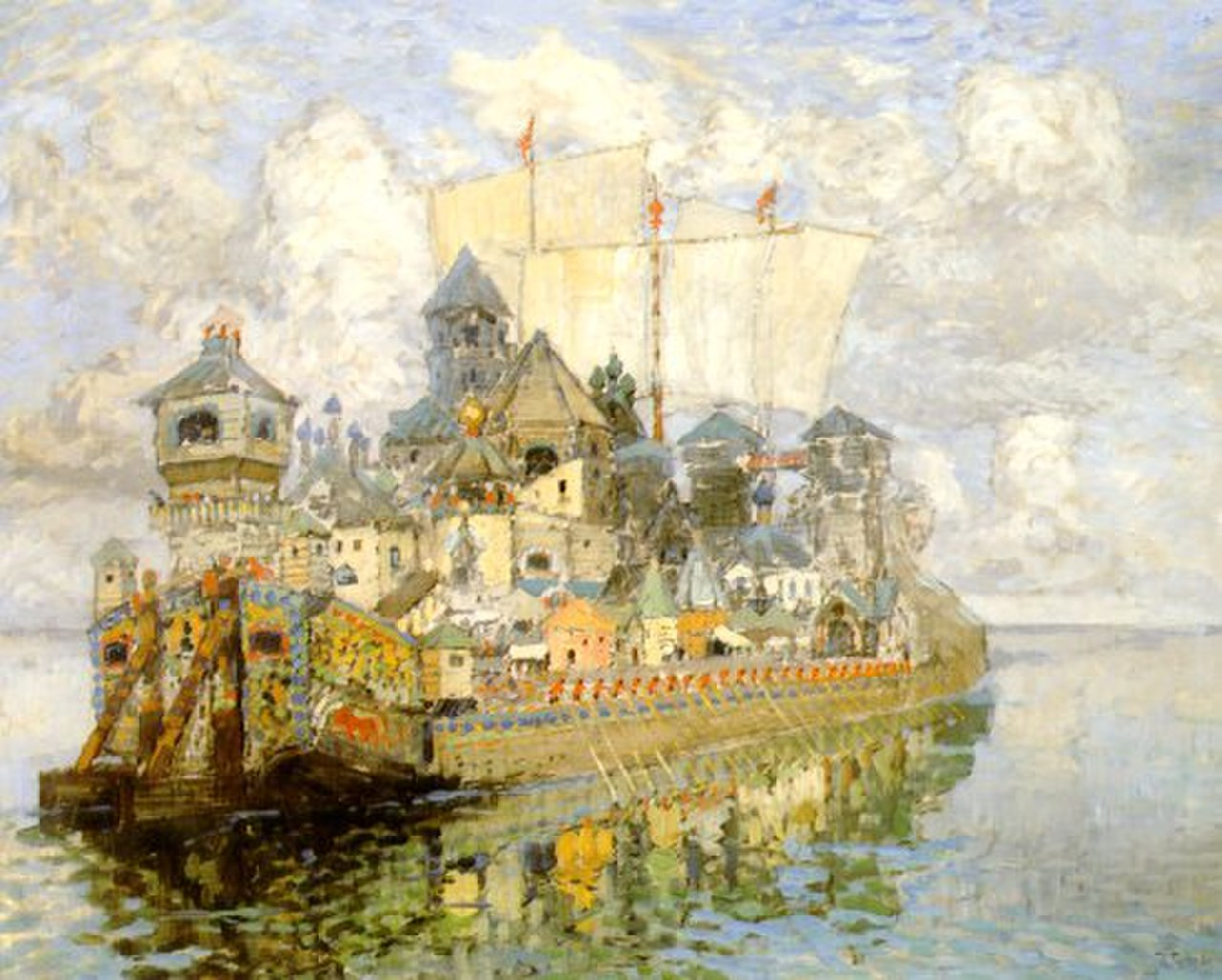
La ciutat invisible de Kitezh (1913)
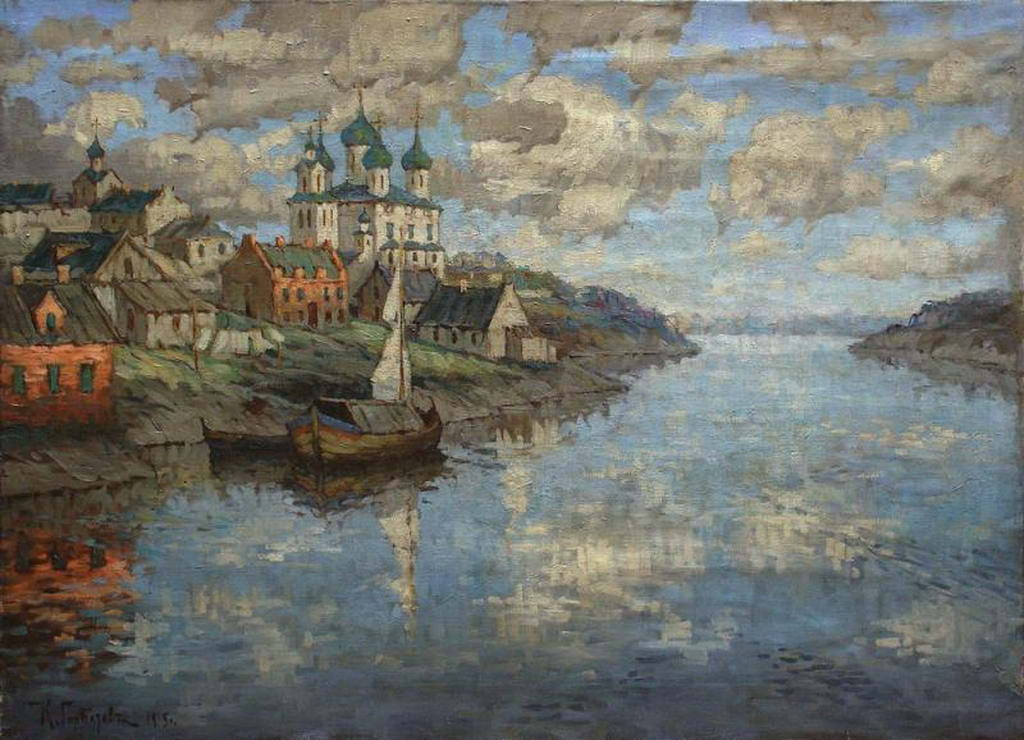
Vista de la ciutat vella des del riu (1915)
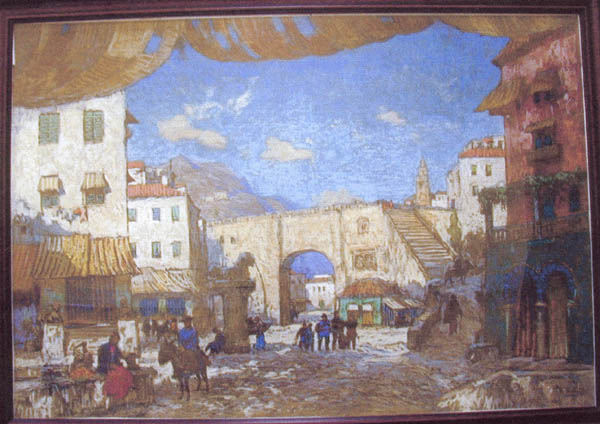
Plaça de la ciutat (1911)
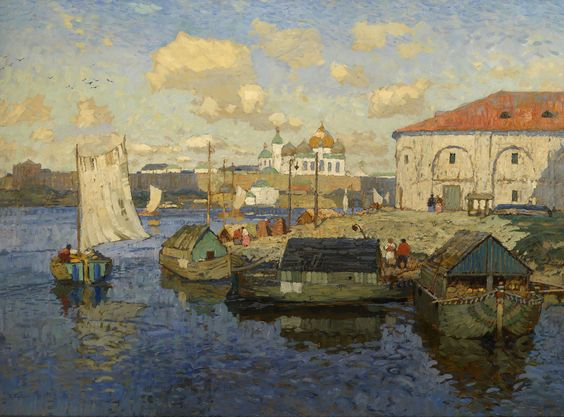
Nóvgorod